# Interpreter (program komputerowy)
Interpreter – program komputerowy wykonujący inne programy. Jest kluczowym elementem znacznej części implementacji języków skryptowych oraz języków kompilowanych do kodu bajtowego.

## Wydajność
Interpreter analizuje kod źródłowy programu, a przeanalizowane fragmenty wykonuje. Realizowane jest to w inny sposób niż w procesie kompilacji, podczas którego nie wykonuje się wejściowego programu (kodu źródłowego), lecz tłumaczy go do wykonywalnego kodu maszynowego lub kodu pośredniego, który jest następnie zapisywany do pliku w celu późniejszego wykonania.
Wykonanie programu za pomocą interpretera jest wolniejsze, a do tego zajmuje więcej zasobów systemowych niż wykonanie kodu skompilowanego, lecz może zająć relatywnie mniej czasu niż kompilacja i uruchomienie. Jest to zwłaszcza ważne przy tworzeniu i testowaniu kodu, kiedy cykl edycja-interpretacja-debugowanie może często być znacznie krótszy niż cykl edycja-kompilacja-uruchomienie-debugowanie.
Interpretacja kodu programu jest wolniejsza od uruchamiania skompilowanego kodu, ponieważ interpreter musi najpierw przeanalizować każde wyrażenie i dopiero na tej podstawie wykonać odpowiednie akcje, a kod skompilowany wykonuje wyłącznie akcje. W implementacjach będących w pełni interpreterami wielokrotne wykonanie tego samego fragmentu kodu wymaga wielokrotnej interpretacji tego samego tekstu. Ta analiza nazywana jest „kosztem interpretacji”. Dostęp do zmiennych jest także wolniejszy w przypadku interpretera, gdyż odwzorowanie identyfikatorów na miejsca w pamięci operacyjnej musi zostać dokonane podczas uruchomienia lub działania, a nie podczas kompilacji, dlatego niektóre interpretery tworzą dodatkowe dane (np. adresy zmiennych) przyspieszające wykonanie programu.